# Juraj Hlinka
Juraj Hlinka (14. února 1927 – ???) byl slovenský a československý politik Komunistické strany Slovenska, poslanec Sněmovny lidu Federálního shromáždění a Slovenské národní rady za normalizace.

## Biografie
Po volbách roku 1971 zasedl do Sněmovny lidu (volební obvod č. 149 – Levice, Západoslovenský kraj). Křeslo nabyl až dodatečně v prosinci 1974 v doplňovacích volbách vypsaných poté, co zemřel původní poslanec Jozef Mihálik. Mandát obhájil ve volbách v roce 1976 (obvod Levice) a ve FS setrval až do konce funkčního období, tedy do voleb v roce 1981. K roku 1976 se profesně uvádí jako opravář v podniku Strojstav Šahy, bytem Hokovce.
Ve volbách roku 1981 se pak stal poslancem Slovenské národní rady.